# Pomorskie Towarzystwo Miłośników Kolei Żelaznych
Pomorskie Towarzystwo Miłośników Kolei Żelaznych – stowarzyszenie rejestrowe zrzeszające miłośników kolei Pomorza, Warmii i Mazur, działające od 1990.
Statutowymi celami działań PTMKŻ są:
- ochrona materialna zabytków kolejnictwa jako dóbr narodowych,
- gromadzenie i udostępnianie wszelkich materiałów związanych z koleją,
- prowadzenie kolejowej działalności operatorskiej,
- zrzeszanie modelarzy kolejowych,
- organizowanie specjalnych przejazdów kolejowych (np. po nieczynnych liniach kolejowych).

Od 2002 do kwietnia 2006 i ponownie od 2009 PTMKŻ jest operatorem Żuławskiej Kolei Dojazdowej.
Siedzibą Stowarzyszenia jest Gdynia.